# World Painted Blood
World Painted Blood är det amerikanska thrash metal-bandet Slayers elfte studioalbum som släpptes i början av november 2009. Texten till låten "Psychopathy Red" är inspirerad av seriemördaren Andrej Tjikatilo, medan "Beauty Through Order" handlar om Elisabet Báthory.

## Låtlista[2]
| Nr           | Titel                           | Text                     | Musik        | Längd |
| ------------ | ------------------------------- | ------------------------ | ------------ | ----- |
| 1.           | World Painted Blood             | Tom Araya, Jeff Hanneman | Hanneman     | 5:53  |
| 2.           | Unit 731                        | Hanneman                 | Hanneman     | 2:40  |
| 3.           | Snuff                           | Kerry King               | King         | 3:42  |
| 4.           | Beauty Through Order            | Araya, Hanneman          | Hanneman     | 4:37  |
| 5.           | Hate Worldwide                  | King                     | King         | 2:52  |
| 6.           | Public Display of Dismemberment | King                     | King         | 2:35  |
| 7.           | Human Strain                    | Araya, Hanneman          | Hanneman     | 3:09  |
| 8.           | Americon                        | King                     | King         | 3:23  |
| 9.           | Psychopathy Red                 | Hanneman                 | Hanneman     | 2:26  |
| 10.          | Playing with Dolls              | Araya, Hanneman, King    | Hanneman     | 4:14  |
| 11.          | Not of This God                 | King                     | King         | 4:20  |
| Total längd: | Total längd:                    | Total längd:             | Total längd: | 39:51 |